# متنزه جوبوستان الوطني
متنزه جوبوستان الوطني أو جوبوستان للفن الصخري وهو موقع تل وجبل يقع جنوب شرق جبال القوقاز في أذربيجان ويطل على نهر جايرانكيتشماز بين نهري بيرساغات وسومغايت وتبعد عن العاصمة باكو وبحر قزوين 60 كلم جنوب غرب، يتواجد في هذا المتنزه رسوم على صخر تعود إلى العصر الجليدي وفي سنة 2007 صنف المتنزه كموقع تراث عالمي من قبل اليونسكو.
من المدن التي تحتويها آذربيجان ثمة جوبوستان التي تُعد قاعدة وبلدية تقع في باكو عاصمة آذربيجان. يبلغ عدد سكانها حوالي 14,470 نسمة. تشتهر جوبوستان بأنها موطن للنقوش الصخرية والبراكين الطينية، فهناك ما يقرب من 700 بركان طيني يقع حول العالم منهم ما يقرب من 300 بركان موجودين في هذا الجزء الشرقى من آذربيجان بالقرب من بحر قزوين. تم إدراج اسم جوبوستان في قائمة اليونيسكو للتراث العالمي تحت مسمى مدينة الثقافة والفن الصخري للمناظر الطبيعية؛ لاشتمالها على تلك البراكين وأيضاً لاحتفاظها بآلاف من الأحجار الصخرية المنقوشة التي يعود تاريخها إلى القرن الـثاني عشر قبل الميلاد. فوق أكثر من 100 كيلومتر مربع من الصخور تشاهد تلك الحفريات التي تصور مشاهد للصيد، بشر، سفن، ابراج، حيوانات مختلفة، تم نحتها بإتقان داخل جدران الكهوف ولكن يعتقد أن هذه الكهوف قد تعرضت للانهيار بمرور الوقت، ليصبح المكان فيما بعد في حالة من الفوضى الصخرية التي آلت إليه الآن.

## البراكين الطينية

بركان طيني في جوبوستان

تعد آذربيجان وسواحلها على بحر قزوين موطنا لحوالي 400 بركان طيني وأكثر من نصف عددهم الموجود حول القارات. في عام 2001 تصدرت عناوين الصحف في العالم عن بركان لوك باتان الشهير وهو أكبر بركان من الطين قد انبعث من تحت الأرض على بعد 15 ميلا من باكو تحديداً في جزيرة آبشوران، وكان يقذف لهباً ايضاً ووصل ارتفاعه إلى 15 متراً. ثار بركان لوك باتان في المرة الأولى عام 1977. ومنذ عام 1998 أدرج اسم بركان لوك باتان في قائمة اليونيسكو للتراث العالمي.